# 自衛隊ハイチPKO派遣

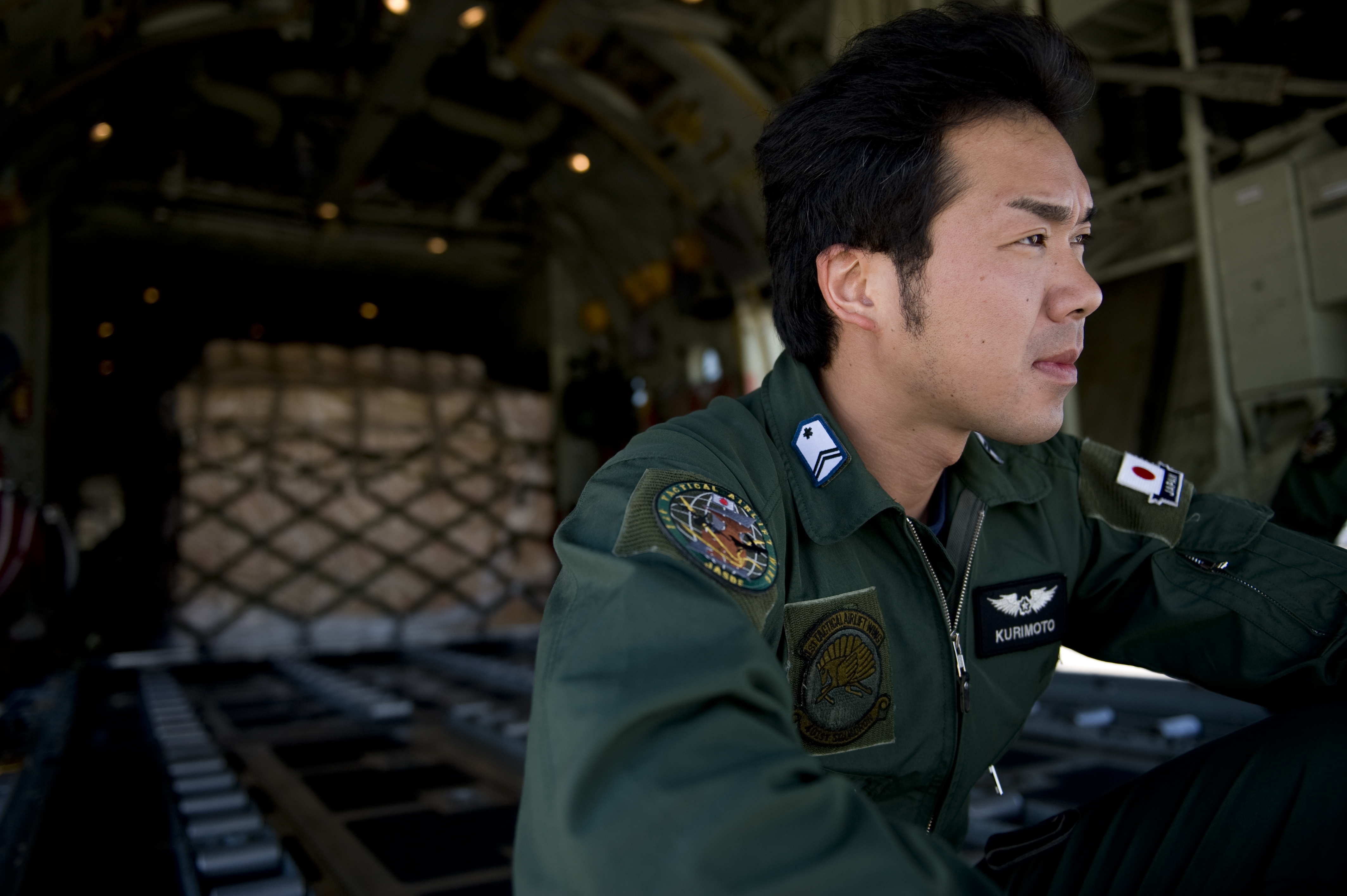
ハイチに派遣されたC-130の格納庫内で待機している航空自衛隊の自衛官

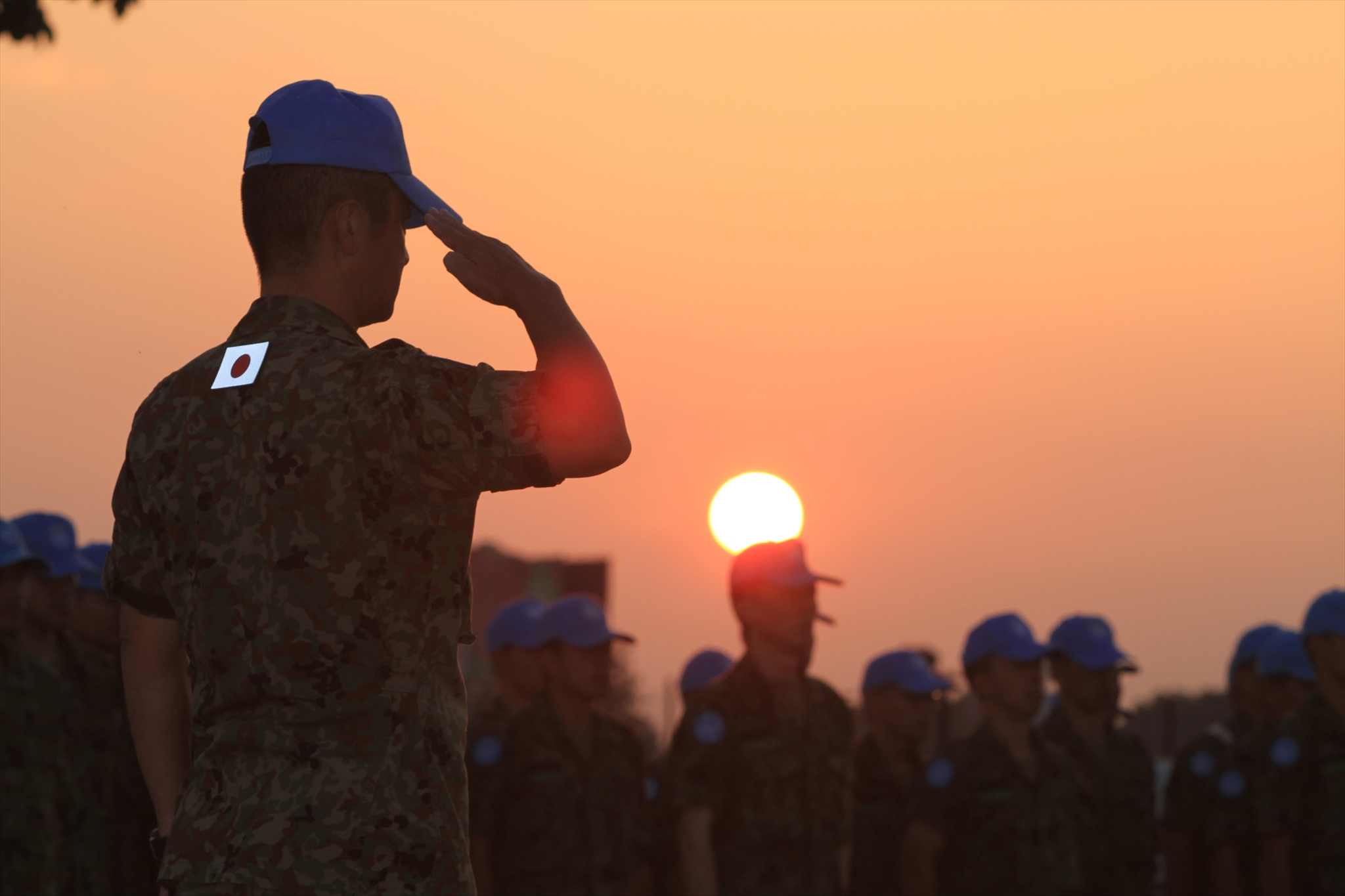
敬礼する派遣された隊員

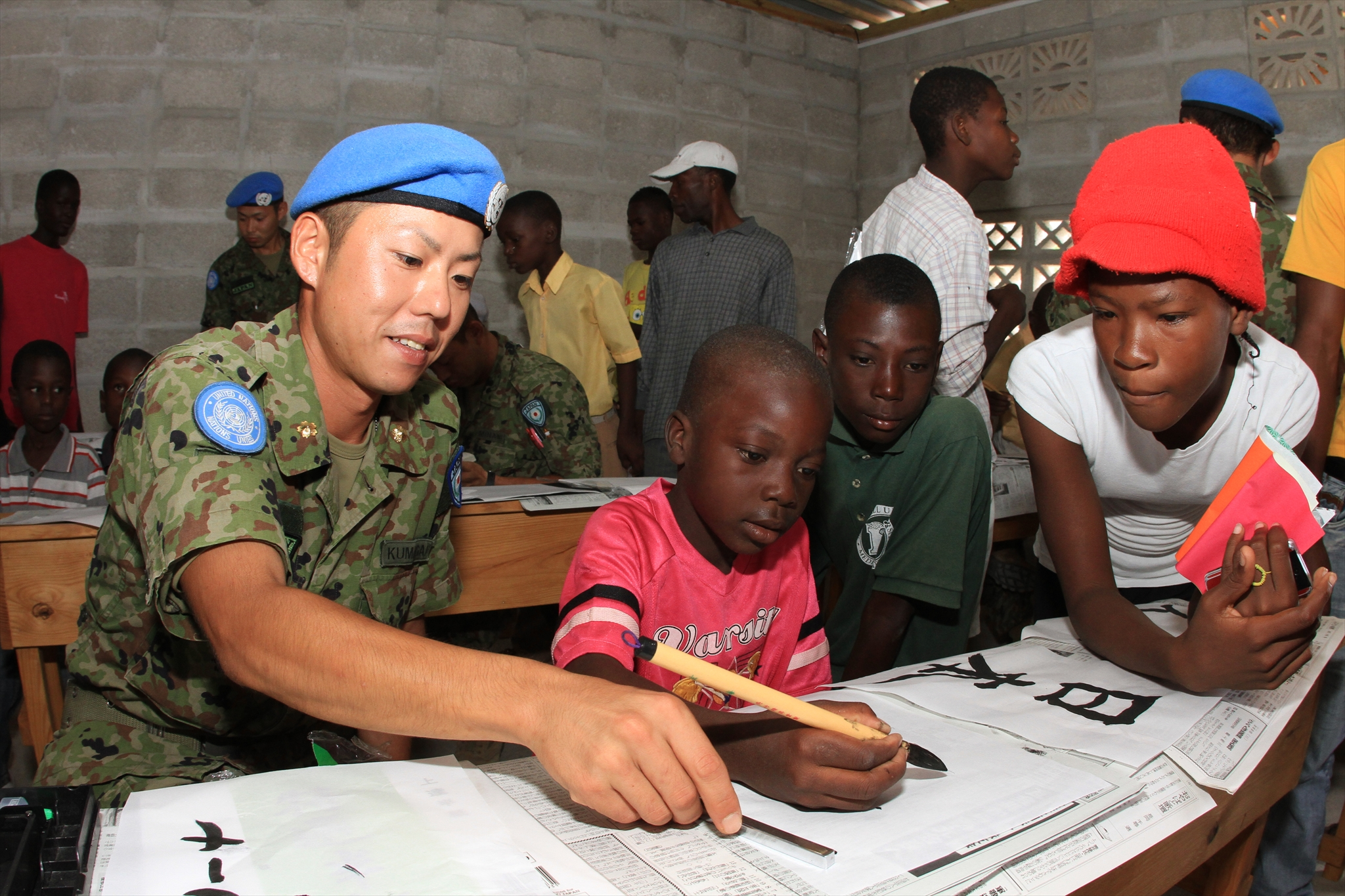
現地の人々と文化交流を実施する隊員

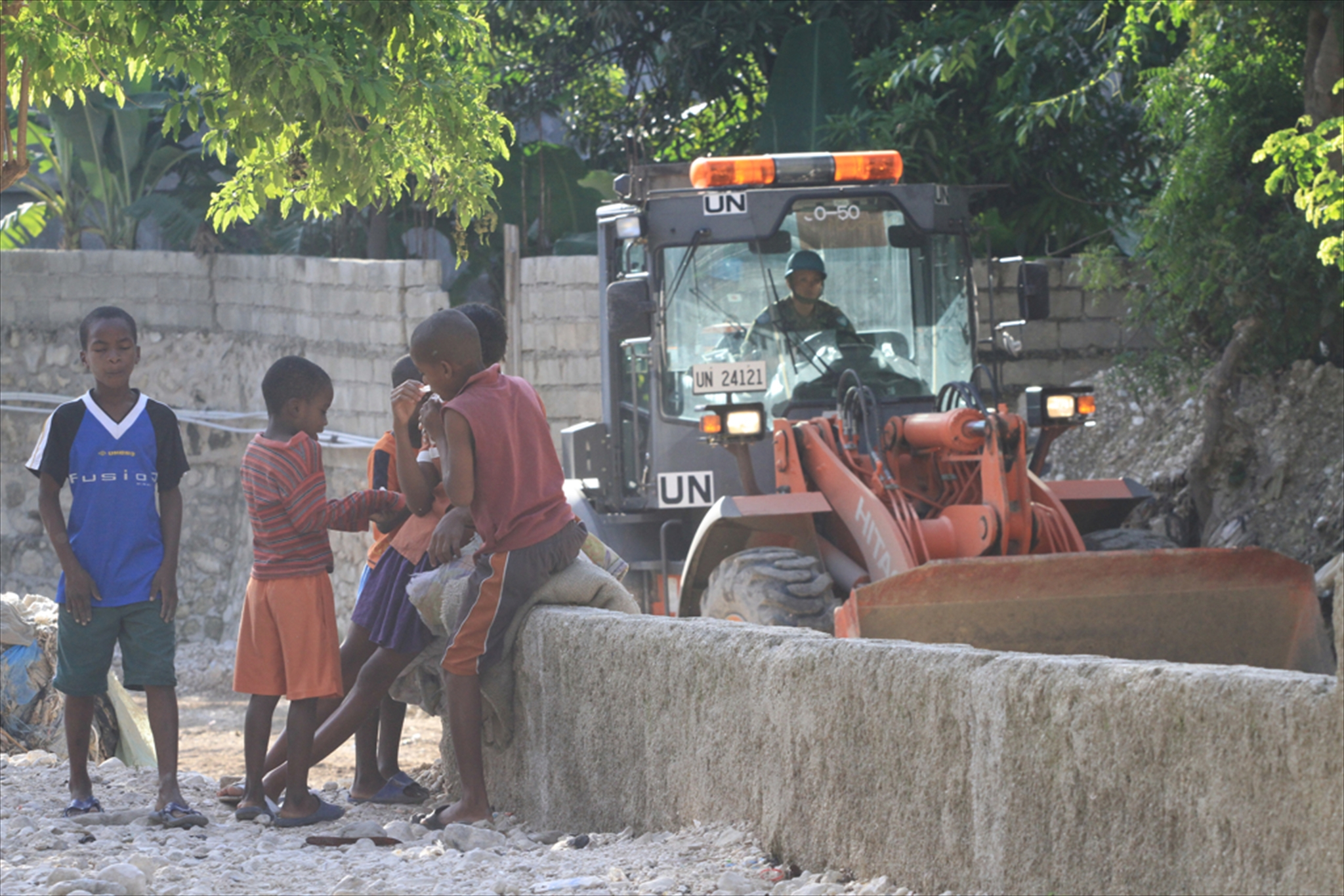
重機で工事を行う自衛官

自衛隊ハイチPKO派遣（じえいたいハイチはけん）は、ハイチ共和国への国際平和協力法に基づく自衛隊海外派遣活動の一つである。

## 概要
2010年1月12日（日本標準時13日6時53分）にハイチ共和国で発生した「ハイチ地震」により、20万人以上が死亡した。
国際連合安全保障理事会は、2010年1月19日に、国際連合ハイチ安定化ミッション（MINUSTAH）の増員などを含む「国際連合決議第1908号」を採択し、国際連合は各国に派遣を要請した。これに対して日本は施設部隊を派遣することを決定した。
派遣された陸上自衛隊の部隊は、施設科が中心で、倒壊した建物の瓦礫の撤去や道路の補修等を実施する。一次隊では一級建築士や応急危険度判定士の資格を持つ防衛技官（自衛官ではない隊員）が同行した。
活動期間は現地からの撤収を含め3年間に及び、2013年3月15日付をもって終了した。撤収する際には、自衛隊が使用している重機をハイチに譲渡した（自衛隊が使用する重機は銃座が備え付けられているため「武器」の扱いとなるが、武器輸出三原則の緩和によって譲渡が可能となった）。重機の譲渡は、2012年12月18日の閣議で正式に決定された。ハイチ政府との協議で、「軍事目的への転用を行わない」という合意が成されている。

## 沿革
- 2010年
  - 1月25日 - 北澤俊美防衛大臣が国際連合ハイチ安定化ミッション（MINUSTAH）に関する国際平和協力業務の準備に関する大臣指示を発出[12][13]
  - 2月5日 - 閣議でハイチ国際平和協力業務実施計画を決定[14]。防衛大臣がハイチ国際平和協力業務の実施に関する自衛隊行動命令を発出（期間11月30日まで[15]）
  - 2月6日 - ハイチ派遣国際救援隊隊旗授与式が防衛省で行われる[16]。
  - 2月8日[17] - 第1次隊の第1便34名が現地に到着する[18]。
  - 2月17日 - 現地での活動を開始
  - 3月13日 - 第2次隊へ指揮転移
  - 4月21日 - 防衛技官が帰国[19]
  - 8月28日 - 第3次隊へ指揮転移
  - 11月16日 - ハイチ国際平和協力業務実施計画の変更を閣議決定、派遣期間を2012年1月31日まで延長[20]
- 2011年
  - 2月25日 - 第4次隊へ指揮転移
  - 8月23日 - 第5次隊へ指揮転移
- 2012年
  - 1月20日 - 派遣期間を2013年1月31日までとすることが閣議で決定される[21][22]。
  - 2月24日 - 第6次隊へ指揮転移[23]。
  - 7月17日 - 藤村修官房長官は、記者会見でハイチに派遣されている部隊の撤収準備を開始すると発表した[24]。
  - 8月 - 第7次隊へ指揮転移。この7次隊が最終派遣となり、現地からの撤収までを行う。
  - 10月15日 - 森本敏防衛大臣が、防衛会議で活動の終結命令を出した[25]。ハイチにいる陸自は、これを受けて撤収作業を開始する[25]。また、武器輸出三原則の緩和によってハイチに譲渡可能となった自衛隊所有の重機について、自衛官が、操縦方法などを現地人に指導している[24]。
  - 11月15日 - ハイチの首都ポルトープランスの自衛隊の宿営地にて、在ハイチ大使や、ハイチ政府の閣僚、国連幹部などが招かれ、撤収を前にした式典が開かれた。犠牲者に対する黙祷、ハイチ側の感謝の言葉、自衛隊員による和太鼓の演奏などが披露された[26]。
  - 12月18日 - 日本政府は、18日の閣議で、武器輸出三原則の緩和を受けて、以前から予定されていた武器扱いの自衛隊の重機を、ハイチに譲渡することを正式に決定[27]。また、プレハブの建物や発電機などの設備を国連に譲渡することを決定した。他、ハリケーン・サンディの影響で、撤収作業が遅れているため、派遣期間を2013年3月末まで延長した[27]。
- 2013年3月15日 - ハイチPKOの全隊が撤収完了

## 部隊
- ハイチ派遣国際救援隊

陸上自衛隊施設部隊を中心に約350名で構成。車両は約150両（ドーザ・油圧シャベル等施設機材約40両、トラック・トレーラ約90両、軽装甲機動車等20両）。武器は9mm拳銃54丁、89式5.56mm小銃305丁、5.56mm機関銃(MINIMI)7丁。
ハイチ派遣国際救援隊は、次の部隊等からなっている。隊本部等が約30名（技官3名含む）、施設器材中隊が約90名、施設中隊が約80名、本部管理中隊が約150名である。なお、約350名の隊員中で、国連要員は約190名、自隊支援要員は約160名である。
| 代 | 氏名       | 在任期間               | 前職                       | 主力部隊                       |
| -- | ---------- | ---------------------- | -------------------------- | ------------------------------ |
| 1  | 山本雅治   | 2010.2.6 - 2010.3.12   | 中央即応連隊長             | 中央即応集団                   |
| 2  | 福永正之   | 2010.3.13 - 2010.8.27  | 第27普通科連隊長           | 第5旅団（北部方面隊）          |
| 3  | 佐々木俊也 | 2010.8.28 - 2011.2.24  | 第39普通科連隊長           | 第9師団（東北方面隊）          |
| 4  | 足立寧達   | 2011.2.25 - 2011.8.22  | 第36普通科連隊長           | 第3師団（中部方面隊）          |
| 5  | 橋本功一   | 2011.8.23 - 2012.2.23  | 第9施設群長                | 第5施設団（西部方面隊）        |
| 6  | 野村悟     | 2012.2.24 - 2012.8.22  | 第25普通科連隊長           | 第2師団（北部方面隊）          |
| 7  | 菅野隆     | 2012.8.23 - 2012.12.24 | 第35普通科連隊長           | 第10師団（中部方面隊）         |
| 8  | 神成健一   | 2012.12.25 - 2013.3.15 | ハイチ派遣国際救援隊副隊長 | 撤収支援隊長（現地からの撤収） |